# Dammtjärnen (Dalskogs socken, Dalsland, öster om Kabbosjön)
Dammtjärnen är en sjö i Melleruds kommun i Dalsland och ingår i Göta älvs huvudavrinningsområde. Norra Dammtjärnet ligger i Kabbo Natura 2000-område.